# Новоайдарська волость
Новоайдарська волость — історична адміністративно-територіальна одиниця Старобільського повіту Харківської губернії із центром у слободі Новий Айдар.
Станом на 1885 рік складалася з 8 поселень, 8 сільських громад. Населення — 10 910 осіб (5450 чоловічої статі та 5460 — жіночої), 1675 дворових господарств.
|                     | Площа, десятин | У тому числі орної, дес. |
| ------------------- | -------------- | ------------------------ |
| Сільських громад    | 26642          | 24242                    |
| Приватної власності | 5367           | 3391                     |
| Іншої власності     | 367            | 253                      |
| Загалом             | 32376          | 27886                    |

Основні поселення волості станом на 1885:
- Новий Айдар — колишня державна слобода при річці Айдар за 42 верст від повітового міста, 5456 осіб, 830 дворових господарств, 2 православні церкви, школа, 4 лавки, 3 ярмарки на рік.
- Безгинівка — колишня державна слобода при річці Айдар, 888 осіб, 164 дворових господарства, православна церква, школа, 6 ярмарків на рік.
- Свято-Дмитрівка (Капітанове) — колишня державна слобода при річці Євсуг, 3650 осіб, 570 дворових господарств, православна церква, школа, 2 лавка, 4 ярмарків на рік.